# Mesembrina decipiens
Mesembrina decipiens är en tvåvingeart som beskrevs av Friedrich Hermann Loew 1873. Mesembrina decipiens ingår i släktet Mesembrina och familjen husflugor. Inga underarter finns listade i Catalogue of Life.

## Bildgalleri

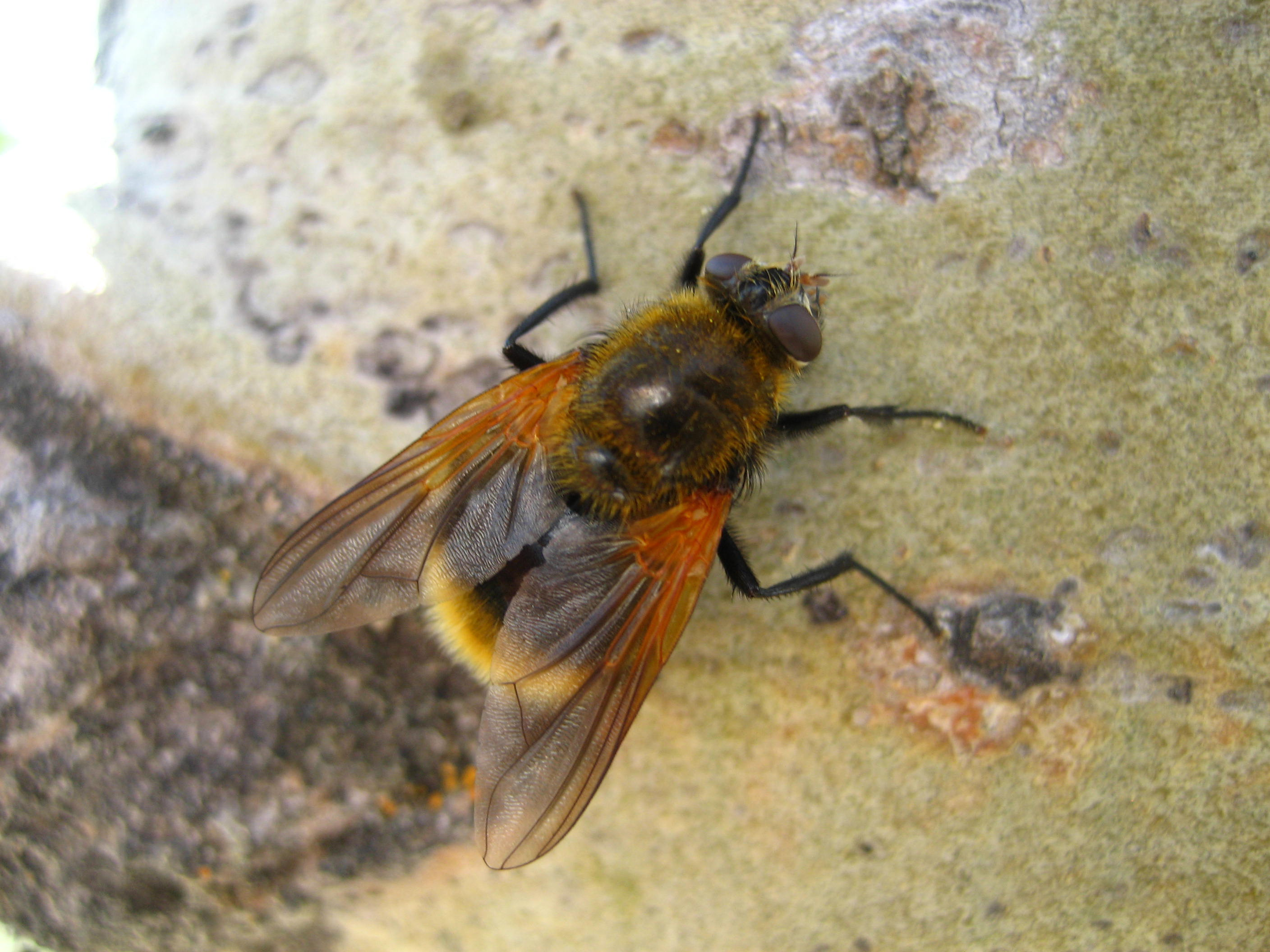